# Elachista argentifasciella
Elachista argentifasciella is een vlinder uit de familie grasmineermotten (Elachistidae). De wetenschappelijke naam is voor het eerst geldig gepubliceerd in 1898 door Hofner.
De soort komt voor in Europa.